# Hans Schreuder
Pour les articles homonymes, voir Schreuder.
Hans Paludan Smith Schreuder est un missionnaire norvégien né le 17 juin 1817 à Sogndal et mort le 27 janvier 1882 à Untunjambili, aujourd'hui en Afrique du Sud. Il est, avec Niels Thommesen, le premier envoyé de la Société missionnaire norvégienne lorsqu'ils quittent Christiana pour le Zoulouland le 5 juillet 1843.